# Ivan Lutz
Ivan Lutz (Slavonski Brod - 1978.) hrvatski je pisac znanstvene fantastike.
Završio je tehničku školu u Slavonskom Brodu i diplomirao fiziku na Osječkom sveučilištu na Odjelu za fiziku. Piše romane, kratke priče i novele.

## Životopis
Godine 2012. objavljuje prve dvije priče u ZF zbirci Marsonic iz Slavonskog Broda (objavljuje u Marsonicu u dosadašnjih pet brojeva), a iste godine sudjeluje u organiziranju regionalnog susreta znanstvene fantastike "Marsonikon" u Slavonskom Brodu. Godine 2013. objavljuje priče u GONG-ovoj zbirci i najprestižnijem hrvatskom ZF časopisu Sirius B, a izdavačka kuća "Čarobna knjiga" iz Novog Sada objavljuje njegov prvi roman "Zovite ju Zemlja". Ivanov roman postaje prvi slučaj da hrvatski autor znanstvene fantastike objavi prvijenac u Srbiji. Roman je preveden na engleski jezik i bit će objavljen u digitalnom obliku početkom 2015. godine.
Živi u Slavonskom Brodu i već deset godina radi u Srednjoj školi Matije Antuna Reljkovića kao profesor fizike.

## Djela
- Zovite ju Zemlja, roman (Čarobna Knjiga, Novi Sad, 2013.)
- Drum, roman (Hangar 7, Zagreb, 2014.)[3]
- Kratke priče objavio časopisima i antologijama: Marsonic, UBIQ, Sirius B, GONG-u,[4] te u knjizi HAARP i druge priče o teorijama zavjere[5]